# 直沟阎甲属
直沟阎甲属（学名：Mendelius）为阎甲科的一个属。

## 下属物种
本属包括以下物种：
- Mendelius latrunculus Mazur, 2013
- Mendelius sulcipectus (Desbordes, 1923)
- 细直沟阎甲 Mendelius tenuipes (Lewis, 1905)